# Kurre Lansburgh
Kurre Mathias Neander Lansburgh (* 28. Mai 1977 in Uppsala) ist ein ehemaliger schwedischer Freestyle-Skier. Er startete in den Buckelpisten-Disziplinen Moguls und Dual Moguls.

## Werdegang
Lansburgh, der für den Uppsala SLK startete, nahm ab der Saison 1995/1996 am Europacup teil und kam dabei in der Saison 1995/96 mit zwei ersten Plätzen auf den vierten Platz in der Moguls-Wertung sowie auf den zweiten Platz in der Dual-Moguls-Wertung und in der Saison 1996/97 mit einen ersten Platz auf den dritten Platz in der Moguls-Wertung sowie auf den ersten Platz in der Dual-Moguls-Wertung. Zudem startete er bei den Internationalen Jugendmeisterschaften 1996 in Châtel, wobei er den vierten Platz im Moguls errang. Erstmals im Weltcup nahm er im März 1996 in Hundfjället teil und sprang dort auf den 22. Platz im Moguls-Wettbewerb. Am folgenden Tag erreichte er dort mit dem dritten Platz im Dual Moguls seine erste Podestplatzierung. In der Saison 1997/98 kam er im Weltcup achtmal unter den ersten Zehn, darunter Platz zwei im Dual Moguls in Châtel und errang mit dem 12. Platz im Moguls-Weltcup sowie mit dem sechsten Rang im Dual-Moguls-Weltcup seine besten Gesamtergebnisse. Beim Saisonhöhepunkt, den Olympischen Winterspielen 1998 in Nagano, wurde er Neunter im Moguls. In der Saison 1998/99 belegte er den achten Platz im Dual-Moguls-Weltcup und startete bei den Weltmeisterschaften 1999 in Meiringen-Hasliberg letztmals international. Dort kam er auf den 27. Platz im Moguls und auf den 17. Rang im Dual Moguls.

## Erfolge

### Olympische Spiele
- 1998 Nagano: 9. Platz Moguls

### Weltmeisterschaften
- 1999 Meiringen-Hasliberg: 17. Platz Dual Moguls, 27. Platz Moguls

### Weltcup-Gesamtplatzierungen
Lansburgh nahm an 26 Weltcups teil und erreichte 13 Top-Zehn-Platzierungen und zwei Podestplatzierungen.
| Saison  | Gesamt | Gesamt | Moguls | Moguls | Dual Moguls | Dual Moguls |
| Saison  | Punkte | Platz  | Punkte | Platz  | Punkte      | Platz       |
| ------- | ------ | ------ | ------ | ------ | ----------- | ----------- |
| 1995/96 | 2      | 127.   | 16     | 59.    | 88          | 12.         |
| 1997/98 | 51     | 42.    | 304    | 12.    | 280         | 6.          |
| 1998/99 | 24     | 50.    | 96     | 27.    | 116         | 8.          |

### Europacup
- Saison 1995/96: 2. Platz Dual Moguls-Wertung, 4. Platz Moguls-Wertung
- Saison 1996/97: 1. Platz Dual Moguls-Wertung, 3. Platz Moguls-Wertung
- 8 Podestplätze, davon 3 Siege